# Episodi di All American (quarta stagione)
La quarta stagione della serie televisiva All American, composta da 20 episodi, è stata trasmessa negli Stati Uniti su The CW dal 25 ottobre 2021 al 23 maggio 2022.
In Italia la stagione viene pubblicata sulla piattaforma Infinity+ dal 6 dicembre 2022 al 7 febbraio 2023 con un doppio episodio settimanale.
| n° | Titolo originale                             | Titolo italiano        | Prima TV Usa     | Pubblicazione Italia |
| -- | -------------------------------------------- | ---------------------- | ---------------- | -------------------- |
| 1  | Survival of the Fittest                      | Eroi a tutti i costi   | 25 ottobre 2021  | 6 dicembre 2022      |
| 2  | I Ain't Goin' Out Like That                  | Sogni infranti         | 1º novembre 2021 | 6 dicembre 2022      |
| 3  | All I Need                                   | Il senso della vita    | 8 novembre 2021  | 13 dicembre 2022     |
| 4  | Bird in the Hand                             | La grande occasione    | 15 novembre 2021 | 13 dicembre 2022     |
| 5  | Can It All Be so Simple                      | Un ragazzo speciale    | 22 novembre 2021 | 20 dicembre 2022     |
| 6  | Show Me a Good Time                          | Le capsule del tempo   | 6 dicembre 2021  | 20 dicembre 2022     |
| 7  | Prom Night                                   | Il ballo di fine anno  | 13 dicembre 2021 | 27 dicembre 2022     |
| 8  | Walk This Way                                | Nessun colpevole       | 21 febbraio 2022 | 27 dicembre 2022     |
| 9  | Got Your Money                               | Solo per soldi         | 28 febbraio 2022 | 3 gennaio 2023       |
| 10 | 6 N' the Mornin'                             | Dalle sei del mattino  | 7 marzo 2022     | 3 gennaio 2023       |
| 11 | Liberation                                   | Ad interim             | 14 marzo 2022    | 10 gennaio 2023      |
| 12 | Babies and Fools                             | Caso chiuso            | 21 marzo 2022    | 10 gennaio 2023      |
| 13 | Jump on It                                   | Conquiste difficili    | 28 marzo 2022    | 17 gennaio 2023      |
| 14 | Changes                                      | Cambiamenti            | 11 aprile 2022   | 17 gennaio 2023      |
| 15 | C.R.E.A.M. (Cash Rules Everything Around Me) | Vortice di potere      | 18 aprile 2022   | 24 gennaio 2023      |
| 16 | Labels                                       | La forza delle origini | 25 aprile 2022   | 24 gennaio 2023      |
| 17 | Hate Me Now                                  | Un po' di gloria       | 2 maggio 2022    | 31 gennaio 2023      |
| 18 | Come Back For You                            | Niente segreti         | 9 maggio 2022    | 31 gennaio 2023      |
| 19 | Murder Was the Case                          | Festa con delitto      | 16 maggio 2022   | 7 febbraio 2023      |
| 20 | Champagne Glasses                            | Bicchieri di champagne | 23 maggio 2022   | 7 febbraio 2023      |